# 亞科魯達市鎮

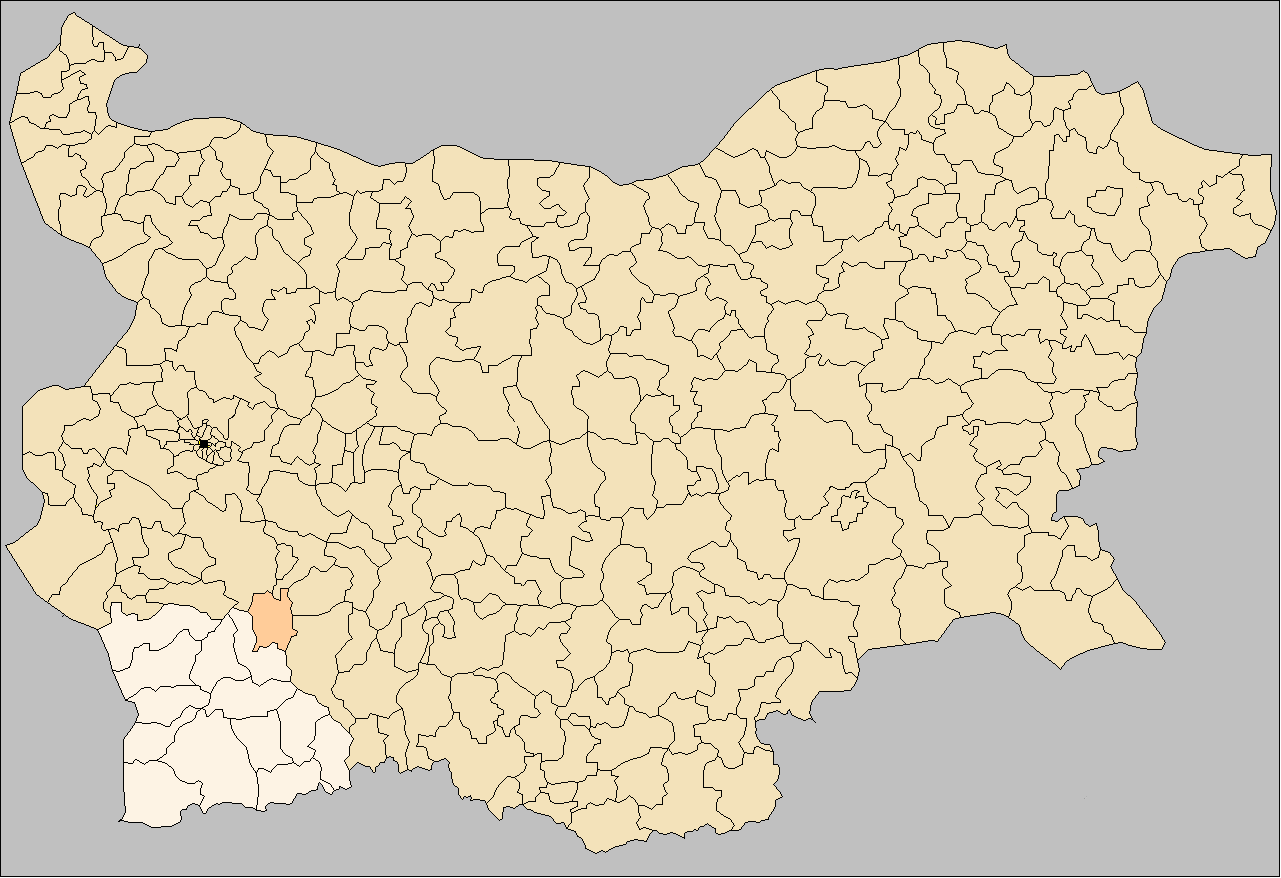

亞科魯達市鎮，是保加利亞西南部布拉戈耶夫格勒州的市鎮，行政中心为亞科魯達，面積339平方公里，2008年人口數為10,681。人口密度每平方公里31.51人。
42°1′N 23°40′E / 42.017°N 23.667°E